# Manuel Amador Guerrero
Manuel Amador Guerrero (Turbaco, República de la Nueva Granada, 30 de junio de 1833-Ciudad de Panamá, Panamá, 2 de mayo de 1909) fue político y médico de nacionalidad colombiana y panameña, uno de los gestores de la separación de Panamá, miembro de la Junta Provisional de Gobierno y primer Presidente Constitucional de la República de Panamá.

## Biografía

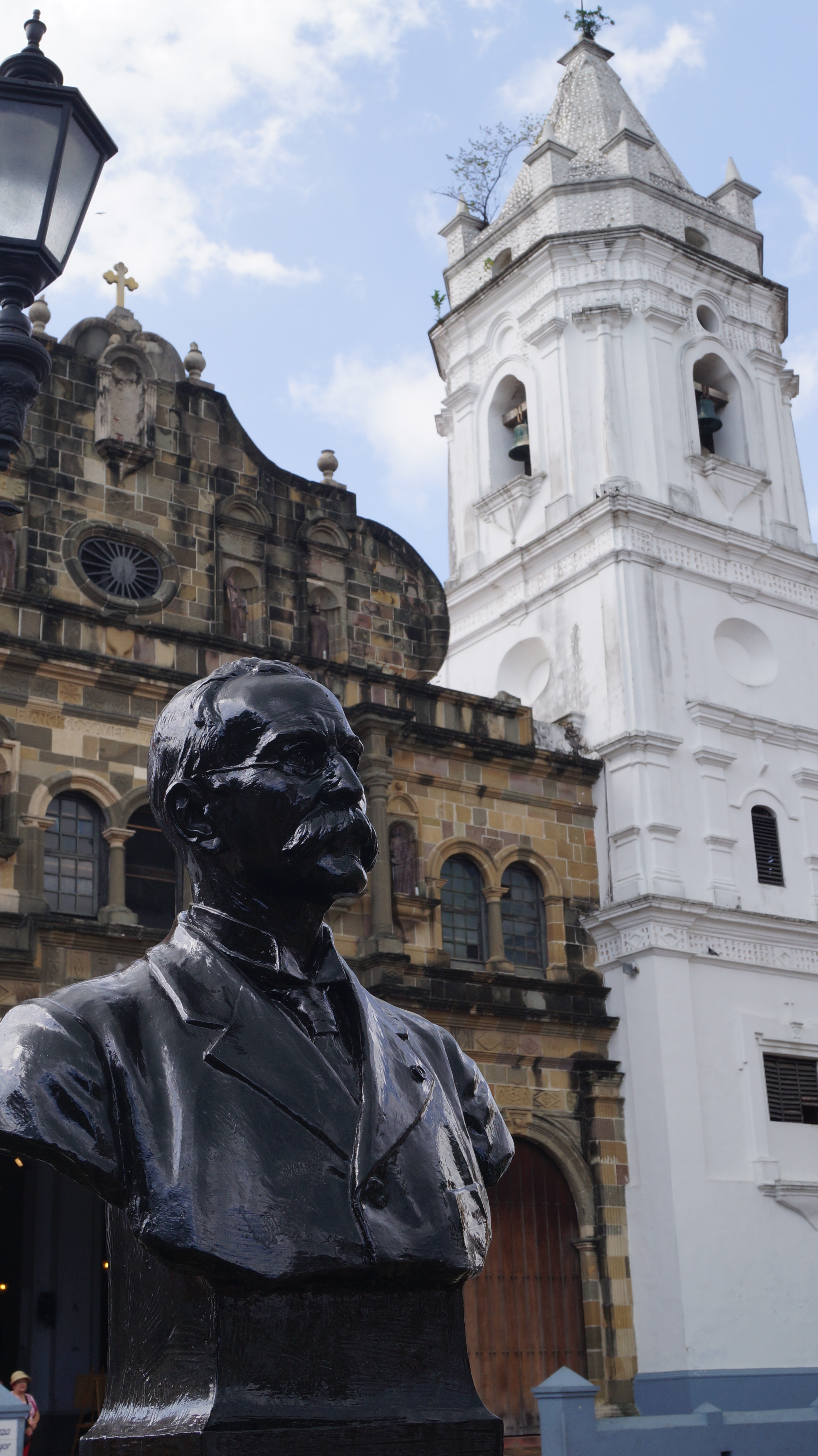
Busto de Manuel Amador Guerrero frente a la Catedral Metropolitana de Panamá, en la Plaza de la Independencia (Plaza Mayor).

### Primeros años
Nació en Turbaco, República de la Nueva Granada, cerca de la  ciudad de Cartagena de Indias, el 30 de junio de 1833. Nacido en el seno de una familia de ricos empresarios y políticos, era hijo de José María Amador y Leguina, y de María Mercedes Guerrero Córdoba. Su abuelo José Antonio Amador Rodríguez, quien fue regidor de Cartagena de Panamá durante la Guerra de Independencia, era hermano de Antonio Carlos Amador Rodríguez, delegado a la Convención General del Estado Libre de Cartagena, del Gobernador Juan de Dios Amador y del General Martín Amador, quien fue ejecutado durante la Reconquista.
Se graduó de médico cirujano en la Universidad del Magdalena y del Istmo (actual Universidad de Cartagena) en 1855. Ejerció su cargo de médico por algunos meses de 1855 en Cartagena de Indias.
Atraído por la construcción del ferrocarril entre Panamá y Colón, llegó a esta ciudad a mediados del mismo año, ocupando la posición de médico de la Compañía del Ferrocarril, con residencia en la Estación de Monkey Hill, en el sector atlántico. Terminada la obra del ‘Caballo de Hierro’ (1855), se trasladó a la ciudad de Colón donde fue designado Administrador de Correos.
Dejando la posición administrativa, se trasladó a la ciudad de Santiago, invitando a su hermano Juan de Dios Amador Guerrero a formar una casa comercial bajo la razón ‘Amador Hermanos’.
Por sus grandes dotes y conocimientos políticos fue designado en diferentes posiciones de la Administración del Distrito, en el Consejo Municipal, diputado a la Cámara de Representantes en Bogotá, y otros cargos adicionales a sus funciones como médico. Sus arraigadas convicciones políticas y defensor del Partido Conservador, se activó en ese campo, lo cual lo llevó a ser deportado, en 1868 a su tierra natal.
En 1869, Amador Guerrero regresa a Panamá y se radica en la capital del departamento, ejerciendo su profesión de médico y estableciendo una farmacia en la avenida B., donde atendía como médico y despachaban sus prescripciones. Fue nombrado médico del Hospital Santo Tomás, en el cual sirvió por 29 años, atendiendo como facultativo durante 19 años de manera gratuita.
Adicional, Amador Guerrero desempeñaba cargo en la Administración como consejero municipal y diputado a la Asamblea Legislativa del Estado Soberano de Panamá, por esta provincia y prefecto de la misma.
El 6 de enero de 1872, contrajo matrimonio con María Ossa Escobar, del cual nacieron Raúl Arturo Amador Ossa y Elmira Amador Ossa de Ehrman.

### Vida política
Amador se mudó a la ciudad de Panamá, a finales de 1855. Participó activamente en la política colombiana y se inscribió en el Partido Conservador, llegó a ocupar altos cargos dentro de este colectivo. Como representante por la provincia de Veraguas ocupó una curul por algún tiempo en el Congreso de la República de la Nueva Granada.
En 1866 fue elegido primer designado como jefe de Estado del Estado Federal de Panamá. Al año siguiente fue elegido presidente del Estado, pero una revuelta armada le impidió ejercer el cargo. Vencido y prisionero en el campo de batalla, hubo de sufrir luego el destierro que se prolongó por un año.
Aunque no dejó de tomar participación activa en la política, no figuró en puesto alguno hasta el año de 1886, en que por la renuncia del jefe civil y militar del Estado, general Ramón Santodomingo Vila, Amador Guerrero se encargó temporalmente del mando supremo.
Durante los últimos 30 años del siglo XIX le correspondió a Manuel Amador Guerrero reorganizar el Hospital Santo Tomás, vieja institución de caridad que databa de la época de la colonia, que por la pobreza crónica del país no podía realizar con la debida amplitud la misión humanitaria a que estaba llamada. Como médico siempre, en ocasiones como superintendente, y sin recibir remuneración alguna la mayor parte del tiempo, Amador Guerrero fue alma y brazo de la institución, y a ella le consagró sus esfuerzos y sus entusiasmos filantrópicos con abnegación y espíritu público ejemplares.
En 1890 se debatía una cuestión de importancia vital para el istmo de Panamá. Era patente que la Compañía Francesa del Canal, que había comenzado la construcción de la vía interoceánica, estaba imposibilitada para concluirla dentro del término estipulado en el contrato.
Los trabajos fueron suspendidos casi totalmente, y en el istmo comenzó a sentirse de nuevo terrible postracción económica. Había esperanza de que mediante una prórroga de la concesión la empresa pudiera reorganizarse y asegurar así la terminación de obra tan vital para la vida económica del país. Panamá, afectada directamente con la crisis, dispuso entonces enviar a Bogotá una comisión integrada por cuatro de sus más representativos ciudadanos con el objetivo de gestionar la prórroga ante el Gobierno central. Para esa comisión fue designado Amador Guerrero, en unión del ingeniero panameño Pedro J. Sosa, autor junto a Wyse y Reclus del trazado de la ruta escogida para el Canal; el obispo de la diócesis, José Alejandro Peralta; y Ricardo Arango, más tarde gobernador del departamento.
El gobierno colombiano convino en conceder una prórroga de 10 años que comenzarían a contarse en 1894, mediante la cual logró organizarse una nueva compañía y la empresa se salvó de una pérdida total. Pese a ello, la obra estaba herida de muerte.
Tras el colapso del canal francés, surgen las negociaciones entre Colombia y Estados Unidos para reanudar la excavaciones del canal interoceánico. Nuevas esperanzas nacieron para el pueblo panameño al firmarse el contrato Herrán–Hay, que encomendaba la terminación de la obra por parte de E.U. El congreso colombiano rechazó el convenio y Panamá se vio una vez más frente a su posible ruina. La miseria reinaba en el istmo. Estalla la Guerra de los Mil Días, que finalizó en noviembre de 1902.
Ante el rechazo del congreso colombiano del tratado Herrán-Hay el pueblo panameño se sumergió en la desesperación por la inminente ruina y miseria en que se encontraba el istmo, ante esta desafortunada situación los ciudadanos más ilustres comenzaron a planear la separación de Panamá con el objetivo de sacar de la miseria al país, negociando un nuevo tratado del canal con el gobierno de los Estados Unidos. José Agustín Arango, ciudadano prominente en el istmo, concibió entonces la idea de incorporar el istmo al rol de las naciones como república independiente. Este confió a Amador su secreto y ambos se dedicaron a trabajar conjuntamente por varios meses para separar el istmo de Colombia. Hasta que por fin surgió la República de Panamá el 3 de noviembre de 1903.

### Presidencia

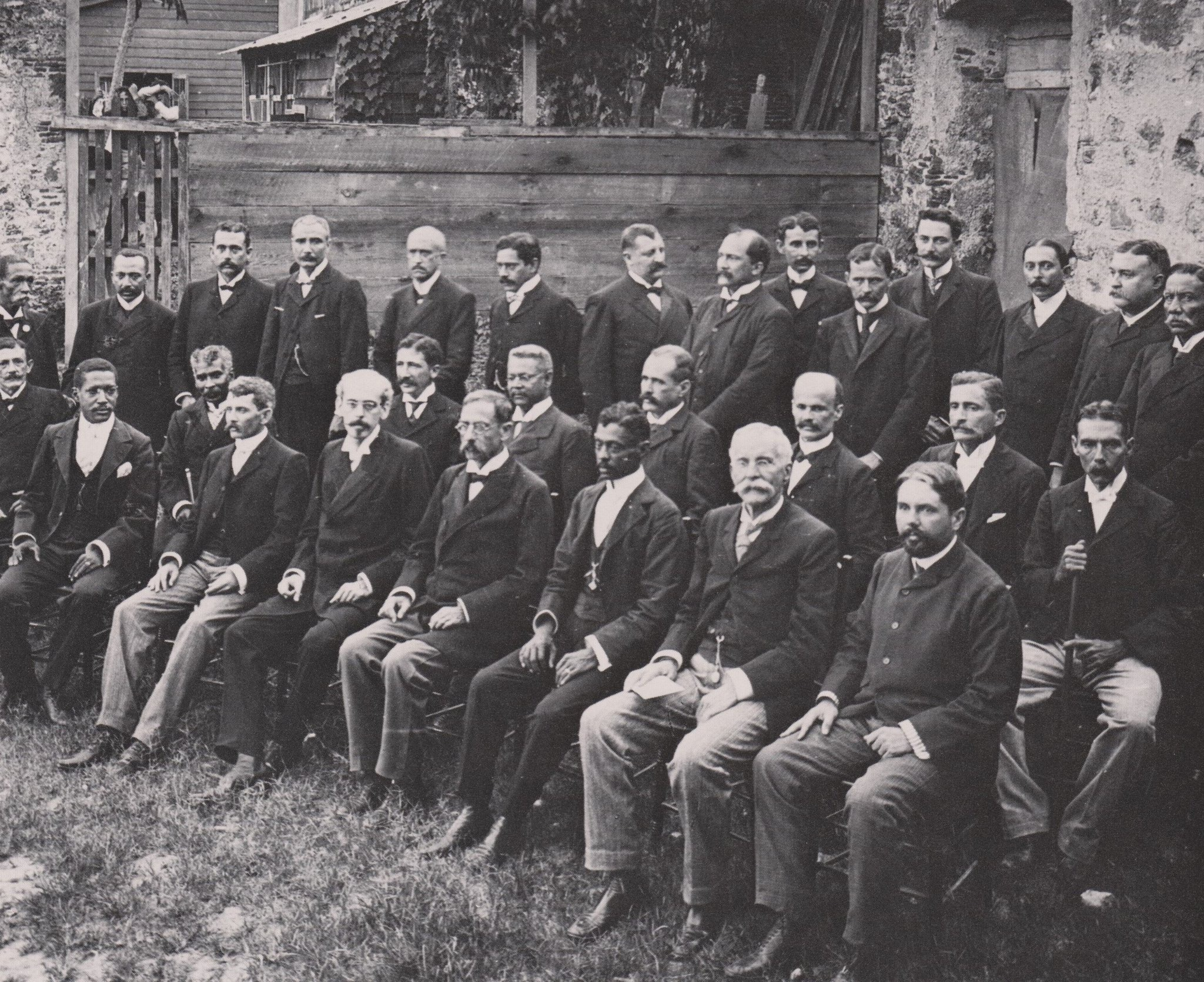
Amador Guerrero (primera fila segundo a la derecha del observador) durante la Convención Nacional de 1904 de la Asamblea Nacional Constituyente para redactar la primera constitución.

Dedicó su gestión administrativa al establecimiento de la institucionalización del Istmo de Panamá. Fue Presidente del Estado Soberano de Panamá. Se destacó como político al ser elegido en la Convención Nacional Constituyente en 1904, por decisión unánime, como el Primer Presidente Constitucional de Panamá una vez lograda la separación de Colombia. Participó junto a José Agustín Arango en el proceso separatista y fue enviado a Washington a sostener conversaciones tendentes a establecer un tratado para la construcción del canal de Panamá.
El concurso de su gabinete y la Asamblea Nacional se lograron cambios radicales en beneficio del crecimiento político, económico y educativo del país; se reajustaron los órganos ejecutivo, legislativo y judicial en que se fundamentaron las bases para el sistema democrático; se modificó el sistema de rentas, tributario y fiscal; se organizaron las aduanas; se abrieron los puertos al comercio mundial; se abrieron escuelas secundarias y de artesanía.
El Estado Nacional se abocó a atender problemas tales como la falta de medios de comunicación y, en ese sentido, había que prepararse para la construcción de carreteras, caminos, muelles, puentes, lo que se fue concretando en los primeros veinte años de república.
También se adelantó la negociación con la United Fruit Company para establecer comunicación telegráfica inalámbrica entre Colón y Bocas del Toro en Panamá y Puerto Limón en Costa Rica, según Ley 16 del 6 de Abril de 1904.
Por otro lado, Amador Guerrero dotó al país de la Ley Orgánica de Educación, la Ley 11 del 23 de marzo de 1904 que convertía la instrucción primaria en enseñanza pública, gratuita y obligatoria; y además legislaba sobre la educación secundaria, profesional e industrial. Se abogaba por la descentralización de la instrucción pública y señalaba que era necesario crear rentas especiales en apoyo de la educación; la escuela primaria se dividió en urbana y rural. La Ley facultó la creación de las Escuelas Normales con principios aplicables a la industria, agricultura y comercio.
En esta etapa se asignaron 6 000 000 de dólares a un fondo especial en Nueva York, de los diez millones recibidos de Estados Unidos por los derechos otorgados por Panamá para la construcción del Canal, al que se le llamó “fondo de la posteridad”. También se suscribió un Convenio Monetario que establecía paridad entre la moneda de oro americana y la moneda de plata panameña. Amador Guerrero dejó como legado a las nuevas generaciones numerosas obras, tales como la construcción del Palacio de Gobierno y el Teatro Nacional, la regularización y perfeccionamiento del servicio de correo y su incorporación a la Unión Postal Universal, la organización de la Oficina de Estadística, la ampliación del Hospital Santo Tomás, y la apertura de la Casa de la Maternidad, la Escuela de Obstetricia, un Lazareto y un manicomio. Además, bajo su mandato se mejoró el Asilo Bolívar para ancianos y valetudinarios indigentes.
Digna es de recordar su contribución al mejoramiento de la educación en Panamá a través de la fundación de la Escuela de Artes y Oficios Melchor Lasso de la Vega, encargada de instruir a los obreros del país; las Escuelas para la instrucción de los indígenas; escuelas superiores para niños de ambos sexos; escuelas de comercio e idiomas; y la escuela de Telegrafía en la Capital. En Arraiján se creó una Escuela Central de Sombrerería para instruir a los jóvenes en la elaboración de sombreros de paja toquilla. También se creó el Conservatorio Nacional de Música y Declamación.
En esa época se concedieron becas a jóvenes panameños para cursar estudios en Europa y Estados Unidos. Bajo la gestión de Amador Guerrero se organizó el Estado con sus respectivas Secretarías (hoy, ministerios) y se presentaron proyectos de ley para mejorar su funcionamiento. Se consideraron recargadas las secretarías de Gobierno y Relaciones Exteriores y la de Instrucción Pública y Justicia.
Para garantizar que el servicio público fuese eficaz y oportuno, se consideró que la instrucción pública funcionara como un solo despacho, y se agregaron a la secretaría de Gobierno aquellos asuntos relacionados con el Poder Judicial. Se crearon entonces las secretarías de Gobierno y Justicia, Fomento, Instrucción Pública, Relaciones Exteriores y Hacienda y Tesoro.
Bajo la gestión de Amador Guerrero, la República de Panamá tuvo una representación plenipotenciaria ante la Conferencia de Paz de La Haya y ante la tercera Conferencia Internacional Americana, celebrada en Río de Janeiro.
Fue defensor del Tratado Hay-Bunau Varilla y para ello formó la Comisión de Estado sobre el Tratado, conformada por Belisario Porras y Francisco Filós. Esta comisión tenía como objetivo esclarecer las dudas de ciertos panameños acerca de los derechos otorgados a Estados Unidos sobre el territorio de la Zona del Canal. Finalmente se llegó a la conclusión que el tratado no lesionaba la soberanía de Panamá.

### Últimos años y muerte

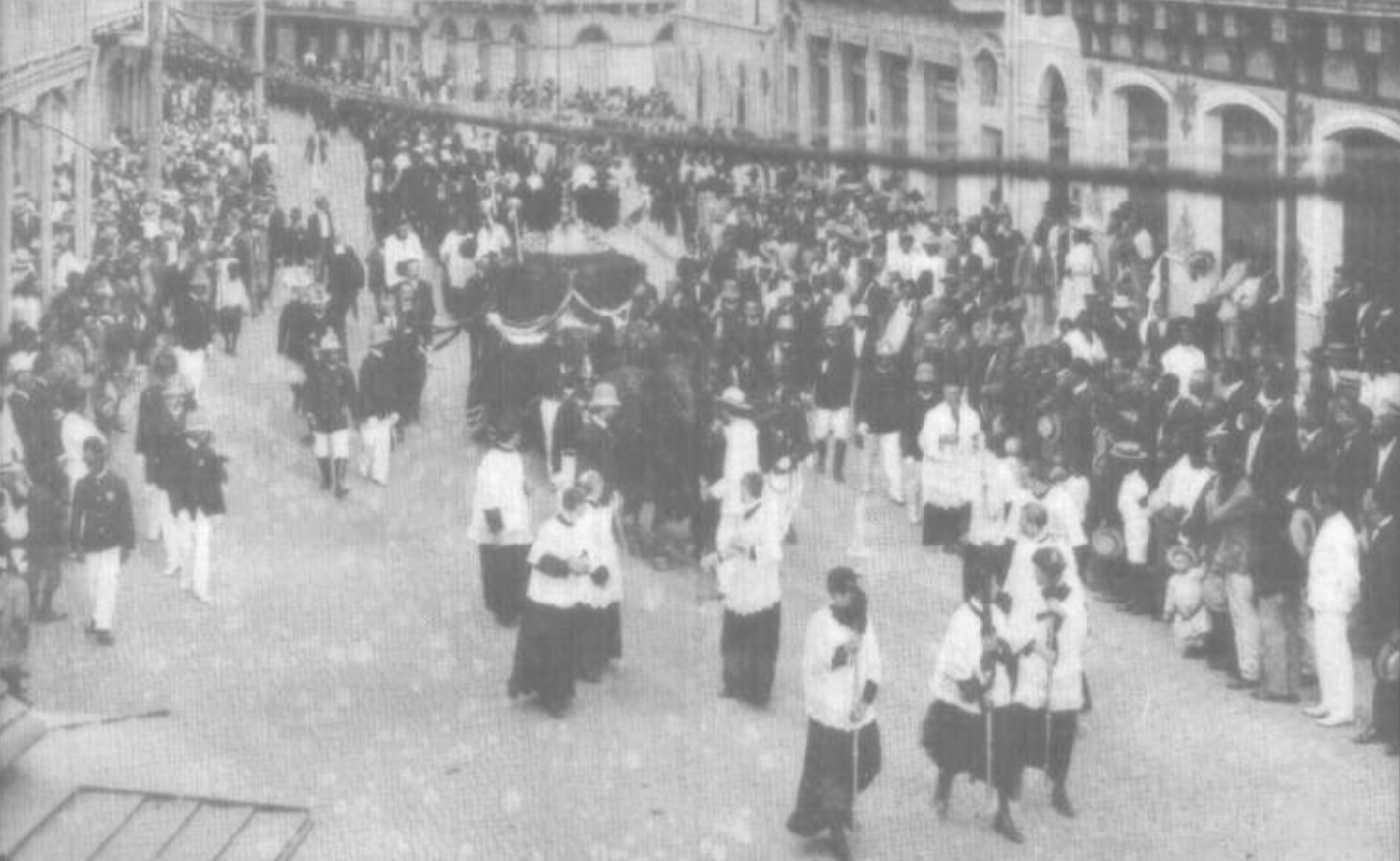
Entierro de Amador a través de la Avenida Central en 1909.

Pasaron muchos días, meses, años y la salud de Amador se fue desvaneciendo conforme el tiempo. Solicitó licencia de su cargo por seis meses, que le fue concedida mediante la ley 28 del 29 de junio de 1907. Se le asignó, además, una generosa suma para gastos
En Nueva York se determinó que Amador sufría de sarcoma, enfermedad incurable. Se le recetó un calmante; y se le informó en privado que no viviría más de dos años.
El presidente viajó a Francia y visitó al presidente Clément Armand Fallières. De París, Amador pasó a Ginebra, recibiendo en esa ciudad invitación del rey de Italia para visitarlo, que declinó debido a su enfermedad. Esta decisión le impidió también ver al papa en Roma.
El 3 de noviembre del año 1907 lo celebró en París, ofreciendo una recepción. A su regreso a Nueva York fue visitado por el presidente Theodore Roosevelt. Amador debió extender su estadía en esa ciudad debido a su mal estado de salud.
Durante la ausencia de Amador, en Panamá estuvo encargado de la presidencia el designado José Domingo de Obaldía.
A su regreso a Panamá, algunos amigos solicitaron a Amador que considerara su reelección. En una carta a la que pretendió darle contenido de alta política, y consciente de su pésimo estado de salud, rehusó considerar toda posibilidad de reelección.
Frente a las elecciones presidenciales de 1908 surgieron las candidaturas de Ricardo Arias Feraud y José Domingo de Obaldía. Arias contaba con el respaldo de un partido autodenominado Constitucional, compuesto en su mayoría por conservadores y una pequeña minoría liberal. Era visto como el candidato de la administración Amador.
Manuel Amador Guerrero falleció en la ciudad de Panamá el 2 de mayo de 1909.